# Arias (Familienname)
Arias ist ein spanischer Familienname.

## Namensträger
- Abelardo Arias (1918–1991), argentinischer Schriftsteller
- Adrián García Arias (* 1975), mexikanischer Fußballspieler
- Alain Arias-Misson (* 1936), US-amerikanisch-belgischer Dichter, Schriftsteller, Kritiker und Künstler
- Alexis Arias (Ruderer) (* 1969), kubanischer Ruderer
- Alexis Arias (Fußballspieler) (* 1995), peruanischer Fußballspieler
- Alfredo Arias (* 1958), uruguayischer Fußballspieler
- Anderson Arias (* 1987), venezolanischer Fußballspieler
- Aníbal Arias (1922–2010), argentinischer Gitarrist
- Antonio Arias (* 1944), chilenischer Fußballspieler
- Antonio Arias (Fußballspieler, 1957) (* 1957), ecuadorianischer Fußballspieler
- Ariana Arias (* 2003), spanische Fußballspielerin
- Arnulfo Arias (1901–1988), panamaischer Politiker, Präsident 1940/1941, 1949 bis 1951 und 1968
- Augusto Arias Venegas (* 1977), costa-ricanischer Tennisspieler
- Benedictus Arias Montanus (1527–1598), spanischer Theologe und Orientalist
- Bernardo Arias (* 1942), peruanischer Radrennfahrer
- Boris Arias (* 1993), bolivianischer Tennisspieler
- Cándida Arias (* 1992), dominikanische Volleyballspielerin
- Carlos Arias (Fußballspieler, 1954) (* 1954), bolivianischer Fußballspieler
- Carlos Arias (Fußballspieler, 1961) (* 1961), uruguayischer Fußballtorhüter
- Carlos Arias (Fußballspieler, 1986) (* 1986), chilenischer Fußballspieler
- Carlos Arias Chicon (* 1977), spanischer Fußballspieler
- Carlos Arias Navarro (1908–1989), spanischer Politiker
- Carlos Céleo Arias López (1835–1890), honduranischer Politiker, Präsident 1872 bis 1874
- Carlos Erwin Arias (* 1982), bolivianischer Fußballtorhüter
- Carlos Palomino Arias (* 1972), peruanischer Politiker
- Carolina Arias (* 1990), kolumbianische Fußballspielerin
- César Arias (* 1988), kolumbianischer Fußballspieler
- Cristian Arias (* 1976), peruanischer Radrennfahrer
- Daniela Arias (* 1994), kolumbianische Fußballspielerin
- David Arias Pérez (1929–2019), spanischer Ordensgeistlicher, Weihbischof in Newark
- Diego Arias (Fußballspieler, 1985) (* 1985), kolumbianischer Fußballspieler
- Diego Arias (Fußballspieler, 1999) (* 1999), chilenischer Fußballspieler
- Diego Arias (Radsportler) (* 1988), kolumbianischer Mountainbiker
- Dominella Arias (* 1994), argentinische Speerwerferin
- Edgardo Arias (* 1964), uruguayischer Fußballtrainer
- Fernando Arias (Künstler) (Fernando Arias Gaviria; * 1963), kolumbianischer Künstler
- Fernando Arias Cabello (1949–2015), peruanischer Sänger und Komponist
- Fernando Arias González (* 1952), spanischer Diplomat
- Fernando Arias-Salgado (* 1938), spanischer Diplomat
- Felipe Arias, chilenischer Biathlet
- Francisco Arias (Theologe) (1533–1605), spanischer Theologe
- Francisco Arias (Fußballspieler), spanischer Fußballspieler und -trainer
- Francisco María González y Arias (1874–1946), mexikanischer Geistlicher, Bischof von Cuernavaca
- Gabriel Arias (Fußballspieler, 1952) (Gabriel José Arias; * 1952), argentinischer Fußballspieler
- Gabriel Arias (Fußballspieler, 1987) (Gabriel Arias Arroyo; * 1987), chilenisch-argentinischer Fußballtorhüter
- Gabriel Arias (Baseballspieler) (Gabriel de Jesús Arias; * 1989), dominikanischer Baseballspieler
- Gerardo Arias (* 1985), guatemaltekischer Fußballspieler
- Harmodio Arias Madrid (1886–1962), panamaischer Politiker, Präsident 1932 bis 1936
- Hernando Arias de Saavedra (Hernandarias; 1561–1634), spanischer Politiker und Offizier
- Ismely Arias (* 1977), kubanischer Bogenschütze
- Jafar Arias (* 1995), Fußballspieler für Curaçao
- Jaime Uriel Sanabria Arias (* 1970), kolumbianischer Geistlicher, Titularbischof von Burca
- Jairo Arias (1938–2023), kolumbianischer Fußballspieler
- Javier Arias (Badminton) (* um 1982), spanischer Badmintonspieler
- Javier García Arias (* 1992), spanischer Eishockeyspieler
- Javier Gerardo Román Arias (* 1962), costa-ricanischer Geistlicher, Bischof von Limón
- Jennifer Arias (* 1987), kolumbianische Politikerin
- Jesús Arias (1963–2015), spanischer Musiker und Journalist
- Jhon Arias (Radsportler) (Jhon Ramiro Arias Sánchez; * 1969), kolumbianischer Mountainbikefahrer
- Jhon Arias (Fußballspieler) (Jhon Adolfo Arias Andrade; * 1997), kolumbianischer Fußballspieler
- Jimmy Arias (* 1964), US-amerikanischer Tennisspieler
- Joaquín Arias (* 1914), kubanischer Fußballspieler
- Jorge Arias (Fußballspieler, 1952) (* 1952), chilenischer Fußballspieler
- Jorge Arias (Schwimmer) (* 1972), peruanischer Schwimmer
- Jorge Arias (Wrestler) (Sin Cara, Hunico; * 1977), US-amerikanischer Wrestler
- Jorge Arias (Fußballspieler, 1992) (* 1992), kolumbianischer Fußballspieler
- Jorge Arias Gómez (1923–2002), salvadorianischer Autor
- Jorge R. Arias (1943–2014), US-amerikanischer Biologe
- José Arias (Politiker) (José Francisco Arias López; 1885–1970), uruguayischer Mediziner und Politiker
- José Arias (Fußballspieler) (1904–??), chilenischer Fußballspieler
- José Arias (Skirennläufer) (1922–2015), spanischer Skirennläufer
- José Arias (Beachsoccerspieler) (* 1998), spanischer Beachsoccerspieler
- José Felipe Abárzuza y Rodríguez de Arias (1871–1948), spanischer Maler
- José Santos Arias (1928–2012), chilenischer Fußballspieler und -trainer
- Juan Arias (Schriftsteller) (* 1932), spanischer Schriftsteller und Journalist
- Juán Arias (Politiker), venezolanischer Politiker
- Juan Ángel Arias (1800–1842), honduranischer Politiker, Präsident 1829/1830
- Juan Carlos Arias Acosta (* 1964), kolumbianischer Radrennfahrer
- Juan Carlos Arias Pérez (* 1985), kubanischer Radrennfahrer
- Juan Fernando Cordero Arias (* 1947), costa-ricanischer Diplomat und Journalist
- Juan José Lara Arias (1790–1856), costa-ricanischer Politiker
- Junior Arias (* 1993), uruguayischer Fußballspieler
- Kellys Arias (* 1989), kolumbianische Langstreckenläuferin
- Lola Arias (* 1976), argentinische Schriftstellerin, Musikerin, Schauspielerin und Regisseurin
- Luis Arias (Fußballspieler), ecuadorianischer Fußballspieler
- Luis Arias (Skirennläufer) (1930–1970), spanischer Skirennläufer
- Luis Arias (Volleyballspieler) (* 1989), venezolanischer Volleyballspieler
- Luis Arias (Boxer) (* 1990), kubanisch-US-amerikanischer Boxer
- Luis Carlos Arias (* 1985), kolumbianischer Fußballspieler
- Luis Felipe Arias (1876–1908), guatemaltekischer Pianist und Komponist
- Luis Frank Arias (El Macry; * 1960), kubanischer Sänger und Bandleader
- Manuel Yrigoyen Arias (1830–1912), peruanischer Jurist und Politiker
- Marco Salas Arias (* 1985), costa-ricanischer Radrennfahrer
- Margot Fonteyn de Arias (1919–1991), britische Tänzerin, siehe Margot Fonteyn
- Maria Inés Teresa Arias Espinosa (1904–1981), mexikanische Ordensschwester und Ordensgründerin, Selige
- Mauricio Arias (* 1984), chilenischer Fußballspieler
- Maximiliano Arias (* 1988), uruguayischer Fußballspieler
- Miguel Arias Cañete (* 1950), spanischer Politiker (PP)
- Moisés Arias (* 1994), US-amerikanischer Schauspieler und Fotograf
- Nataly Arias (* 1986), kolumbianische Fußballspielerin
- Óscar Arias Sánchez (* 1940), costa-ricanischer Politiker, Präsident 1986 bis 1990 und 2006 bis 2010
- Paolo Enrico Arias (1907–1998), italienischer Klassischer Archäologe
- Paula Arias Manjón (* 2000), spanische Tennisspielerin
- Pedro Arias (Bischof), spanischer Geistlicher
- Pedro Arias Dávila (um 1440–1531), spanischer Kolonialbeamter und Eroberer
- Pedro Quintana Arias (* 1989), spanischer Biathlet
- Pol Arias (* 1996), andorranischer Schwimmer
- Ramón Arias (* 1992), uruguayischer Fußballspieler
- Raúl Arias (* 1957), mexikanischer Fußballspieler und -trainer
- Ricardo Arias (* 1957), spanischer Fußballspieler
- Ricardo Manuel Arias Espinoza (1912–1993), panamaischer Politiker, Präsident 1955/1956
- Robert Arias (* 1980), costa-ricanischer Fußballspieler
- Rubén Arias Mendoza, paraguayischer Politiker
- Rudolfo García Arias (* 1890), argentinischer Diplomat
- Salvador Arias Montes (publ. seit 1992), mexikanischer Botaniker
- Samuel Arias (* 1984), dominikanischer Fußballspieler
- Santiago Arias (* 1992), kolumbianischer Fußballspieler
- Sergio Arias (* 1988), mexikanischer Fußballtorhüter
- Valentín Arias (1934–2011), spanischer Autor und Übersetzer
- Valentina Mediorreal Arias (* 2007), kolumbianische Tennisspielerin
- Vielka Arias (* 2003), costa-ricanische Stabhochspringerin
- Virginio Arias (1855–1941), chilenischer Bildhauer
- Wellington Arias (* 1991), dominikanischer Boxer
- Xela Arias (1962–2003), spanische Autorin und Übersetzerin
- Yeni Arias (* 1990), kolumbianische Boxerin
- Yosimar Arias (* 1986), costa-ricanischer Fußballspieler
- Yvonne Arias (* 1976), US-amerikanische Schauspielerin